# Maskenfalterfisch
Der Maskenfalterfisch (Chaetodon semilarvatus), auch Maskarill oder Gelber Rotmeer-Falterfisch genannt, ist eine Art aus der Familie der Falterfische. 
Die Größe der Tiere, die eleganten Bewegungen, und die prächtigen Farben machen ihn zu einem der schönsten Korallenfische. 
Der Maskenfalterfisch erreicht eine Länge von bis zu 30 cm. Er lebt in kleinen Gruppen oder paarweise im Roten Meer in Gebieten mit großen Korallenbeständen.